# A feltakarító brigád
A feltakarító brigád (eredeti cím: The Clean Up Crew) 2024-ben bemutatott amerikai bűnügyi akcióvígjáték, amelyet Matthew Rogers forgatókönyvéből Jon Keeyes rendezett. A főbb szerepekben Jonathan Rhys Meyers, Swen Temmel, Ekaterina Baker, Melissa Leo és Antonio Banderas látható.
A film a Sony Pictures Home Entertainment forgalmazásában 2024. augusztus 20-án jelent meg Video on Demand-on keresztül.

## Cselekmény
Miután egy bűnügyi helyszínek takarításával foglalkozó csapat felfedez egy pénzzel teli aktatáskát, akaratlanul háborúba keverednek. Nem csupán egy korrupt, kegyetlen bűnözővel, de bérgyilkosokkal, gengszterekkel és kormányügynökökkel is meg kell küzdeniük, akik mindannyian vissza akarják szerezni a zsákmányt.

## Szereplők
| Szerep  | Színész              | Magyar hang |
| ------- | -------------------- | ----------- |
| Alex    | Jonathan Rhys Meyers |             |
| Chuck   | Swen Temmel          |             |
| Meagan  | Ekaterina Baker      |             |
| Siobhan | Melissa Leo          |             |
| Gabriel | Antonio Banderas     |             |
| Danny   | Laurence Kinlan      |             |
| Jack    | Andy Kellegher       |             |

## A film készítése
2022 augusztusában jelentették be az írországi forgatás befejeztét, illetve Jonathan Rhys Meyers, Melissa Leo és Antonio Banderas szerepeltetését a készülő filmben. 2022 decemberében Ekaterina Baker, Laurence Kinlan és Andy Kellegher is csatlakozott a szereplőgárdához.

## Bemutató
2023 januárjában a Saban Films megszerezte a nemzetközi forgalmazási jogokat, Spanyolország és Olaszország kivételével minden területen. 2024. augusztus 20-án adták ki a filmet Video on Demand szolgáltatáson keresztül.

## Fogadtatás
Noah Berlatsky (Chicago Reader) pozitívan értékelte a filmet: „Keeyes zsenialitása abban rejlik, hogy Ritchie menő kameravágásait, szitkozódó menő dialógusait és menő osztott képernyős trükkjeit úgy kezeli, mintha ezek egyáltalán nem lennének menők, hanem inkább valami nevetséges, szándékosan túlzó bohóckodások volnának.”
Hope Madden a következőket írta negatív kritikájában: „A feltakarító brigád egy vígjáték, ami nem vicces, egy thriller, amiben nincs izgalom, és egy lapos akciófilm, amit összeférceltek egy zavarba ejtően összefüggéstelen masszává – csak azért, hogy néhány, ennél sokkal jobbat érdemlő színész megkapja a fizetését.” Brian Orndorf (Blu-ray.com) egyetértett Madden kritikájával: „A film ötlettelen és kellemetlen alkotás, amely láthatóan erőlködik, hogy egy vad, ütköző személyiségekkel és alvilági eseményekkel teli utazásra vigye nézőit.”

## Fordítás
- Ez a szócikk részben vagy egészben  a   The Clean Up Crew című angol Wikipédia-szócikk ezen változatának fordításán alapul.  Az eredeti cikk szerkesztőit annak laptörténete sorolja fel. Ez a jelzés csupán a megfogalmazás eredetét és a szerzői jogokat jelzi, nem szolgál a cikkben szereplő információk forrásmegjelöléseként.